# Greyfriars Church (Dumfries)

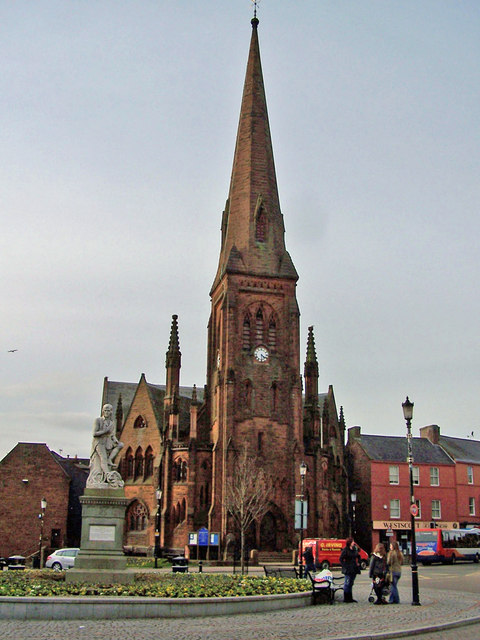
Greyfriars Church

Die Greyfriars Church ist ein anglikanisches Kirchengebäude in der schottischen Stadt Dumfries in der Council Area Dumfries and Galloway. 1961 wurde das Bauwerk in die schottischen Denkmallisten in der höchsten Denkmalkategorie A aufgenommen. Des Weiteren bildet es zusammen mit verschiedenen umliegenden Gebäuden ein Denkmalensemble der Kategorie A.

## Geschichte
Zu mittelalterlichen Zeiten befand sich am Standort der heutigen Kirche die Festung Dumfries Castle. Truppen Robert the Bruce’ schleiften die Burg nach der Eroberung von Dumfries und sie wurde möglicherweise nicht wiederaufgebaut. Im frühen 18. Jahrhundert erwarb der Burgh Dumfries das Grundstück und ließ dort 1727 die New Church erbauen. Zur Deckung der Baukosten in Höhe von 1970 £ besteuerte der Burgh in der Folge das innerhalb seiner Grenzen gebraute Bier.
Das heutige Gebäude entstand am selben Standort und wurde 1868 nach zweijähriger Bauzeit fertiggestellt. Für den Entwurf zeichnet der Architekt John Starforth verantwortlich. Die Glocke stammt aus dem Jahre 1744. Sie wurde von William Evans aus Chepstow gegossen. Die Orgel wurde 1873 installiert. Um 1880 wurden in mehreren Phasen die Bleiglasfenster eingesetzt. 2004 gab die Church of Scotland die Kirche auf. Nachdem sie vier Jahre später zum Verkauf stand, erwarb die anglikanische Kirche das Gebäude und eröffnete es am St Andrew’s Day desselben Jahres.

## Beschreibung
Das Gebäude steht an der Kreuzung zwischen Church Crescent (A780) und Castle Street im Zentrum von Dumfries. Das neogotische Gebäude besitzt einen komplexen Aufbau, der grob zu einem T-förmigen Grundriss vereinfacht werden kann. Das Mauerwerk besteht aus bossiertem roten Sandstein. Straßenseitig erhebt sich der vierstöckige Glockenturm. Er weist einen quadratischen Grundriss auf und ist mit gestuften Strebepfeilern gestaltet. Am Fuße des Turms befindet sich das zweigeteilte Eingangsportal mit Trumeau in einer aufwändig ornamentierten spitzbögigen Archivolte. Ein geschwungenes Gesimse bekrönt das Portal. Darüber verläuft eine blinde Arkade. Im dritten Turmsegment sind oberhalb der Turmuhren jeweils drei gekuppelte Lanzettfenster innerhalb eines Spitzbogens angeordnet. Der Turm schließt mit einem spitzen steinernen Helm mit Lukarnen. Sämtliche weiteren Dächer sind schiefergedeckt.